# Black Jack (film)
Black Jack er en svensk dramafilm fra 1990 instrueret af Colin Nutley. Den fik premiere den 7. oktober 1990.

## Handling
Kaj, Lennart og Robert er tre venner i 30erne. Hver weekend tager de i byen sammen for at danse, og her møder de Inger. Kaj forelsker sig hovedkuls i hende, men har svært ved at få det sagt. Tommy, trommeslageren i det lokale danseband Black Jack, er anderledes handlekraftig og indleder et forhold til hende. Inger står splittet mellem den søde men generte Kaj og den storflirtende Tommy, der er egnens store tyr - og i øvrigt er gift.

## Medvirkende  (i udvalg)
- Helena Bergström som Inger
- Lennart Hjulström som Ingers far
- Reine Brynolfsson som Robert
- Johannes Brost som Lennart
- Anne-Li Norberg som Lennarts kollega
- Jan Mybrand som Kaj
- Ing-Marie Carlsson som Anja
- Loa Falkman som Bengt Lindell
- Steve Kratz som Nisse
- Tomas Fryk som Kalle
- Kim Anderzon som besøgende på Danskrogen
- Leif Andrée som Lindström